# ضجيج أبيض

الضجيج الأبيض (بالإنجليزية: White noise) هو مجموعة من الضجيج أو الأصوات التي تجمع كافة الترددات التي يستطيع الإنسان سماعها، والتي تقع في مجال الطيف الترددي ما بين 20 إلى 20 ألف هرتز . يستخدم هذا المُسمّى في كثير من التخصصات العلمية والتقنية، بما في ذلك الفيزياء ، والهندسة الصوتية، والاتصالات السلكية واللاسلكية، والتنبؤات الإحصائية، وغيرها.
وتعود تسمية الضجيج الأبيض إلى الضوء الأبيض؛ لأنه يشبه الضوء الأبيض الذي ينتج من جمع ألوان الطيف (يعمل المنشور الزجاجي على فصل ألوان الضوء الأبيض فيظهر الطيف بألوانه السبعة من الأحمر عبر الأصفر والأخضر والأزرق إلى البنفسجي . كما تقوم قطرات المطر بنفس الفعل على فصل ترددات ألوان الضوء فيظهر قوس قزح) .أمثلة الضجيج الأبيض كثيرة ومنها على سبيل المثال صوت أمواج البحر ومجفف الشعر والمكنسة الكهربائية وموجات الراديو أو التلفاز عند توليفها على محطة غير موجودة.
يجمع الضجيج الأبيض بين الضجيج النبضي والضجيج العشوائي وله منحنى طيفي ترددي مستو فوق مجال التأثير ويستخدم البعض الضجيج الأبيض فطرياً للتغطية على الأصوات المزعجة الأخرى (عندما تستخدم المكيف للتقليل من سماع الأصوات في الغرفة المجاورة في الفندق مثلاً)، وهذه التغطية تساعد أيضا على التركيز وراحة البال والتخفيف من الصداع لأنه يغطي على الأصوات الأخرى ويدخلها ضمن تردداته. وقد يفيد في المساعدة على تهدئة الأطفال والرضع وإيقاف بكائهم. ويوجد حالياً عدد من التطبيقات لتحسين الأجهزة المحمولة التي قد تنتج ضجيجا أبيضا.

## في التقنية
يتم الإشارة إلى سماعات الضجيج الابيض أو اصوات الضجيج الابيض إلى مواد صوتية أو آلية تهدف إلى صرف الضجيج الخارجي المزعج باضفاء ضجيج ابيض لأجل الاسترخاء أو الحصول على نوم مريح، حيث يلجئ آخرون إلى تشغيل اصوات مُسجلة للمكيف أو الطبيعة كالشلالات والمطر وغيرها.